# Distribua Mágoas
Distribua Mágoas foi o primeiro aplicativo em português criado para o Facebook. Criado em 2008 pelo jornalista e publicitário Vinícius Yamada, o aplicativo servia como uma forma de interação humorada entre os usuários brasileiros.

## Primeiro aplicativo em português no Facebook
Em 2009, quando o CEO do Facebook Mark Zuckerberg veio pela primeira vez ao Brasil, o engenheiro citou o Distribua Mágoas, aplicativo criado por Vinícius Yamada, como o primeiro em português criado na plataforma. Ao analisar o desempenho e popularidade do aplicativo entre os usuários brasileiros, Zuckerberg viu o país com grande potencial para expansão da plataforma.

## Histórico
Em entrevista ao jornalista Henrique Martin, o publicitário Vinícius Yamada disse que a ideia do aplicativo surgiu para contrapor os apps comuns na época do Facebook, que, basicamente serviam para enviar árvores, corações e peixes virtuais aos amigos. Na época, as mulheres eram as maiores usuárias do aplicativo e os homens eram os que mais recebiam os presentes virtuais. A "mágoa" mais popular era o do meme Vanessão.
Após o Facebook mudar a plataforma de programação de aplicativos dentro da rede social, o Distribua Mágoas saiu do ar e se transformou numa página de humor, que inclusive de desdobrou no portal Gay Blog Br.

## Mágoas que eram distribuídas
Entre os presentes virtuais da plataforma Distribua Mágoas, estavam "fatura do cartão de crédito", "SMS do ex-namorado", "erro de gramática" e "Vanessão", que era meme da época.
A maioria das "mágoas" eram contextualizadas com fatos humorados ou que repercutiram muito na época, como "vasinhos roubados no cemitério", se referindo ao episódio que Clodovil Hernandes protagonizou. Este último, foi retirado do ar em respeito após a morte do apresentador.
Muitas dos itens do aplicativo faziam referências à noite paulista e ao pajubá, linguagem comum entre a diversidade. A inspiração por personagens da noite de São Paulo se deu por Vinícius Yamada ter atuado por muito tempo como relações públicas em diversas casas noturnas da cidade, incluindo o D-Edge, localizado na Barra Funda.
Posteriormente o criador do aplicativo se especializou em Marketing Digital e fundou o portal Gay Blog Br e o jornal Olá Itapetininga.